# Bronze Age (fumetto)

La morte di Gwen Stacy per mano di Goblin, evento simbolo della Bronze Age.
Copertina di Gil Kane.

La Bronze Age (lett. "età del bronzo") è una locuzione che indica un periodo nella storia dei fumetti statunitensi, che convenzionalmente si dice vada dal 1970 al 1985. Segue la Silver Age ed è a sua volta seguita dalla Modern Age.
La Bronze Age mantenne molte delle convenzioni introdotte nella Silver Age, con i titoli tradizionali sui supereroi che continuarono a rappresentare il pilastro del settore. Tuttavia, in quel periodo iniziarono a fiorire elementi narrativi più cupi e maturi, con anche trame più legate a questioni sociali rilevanti, gettando le basi per la successiva Modern Age dei fumetti.

## Inizi

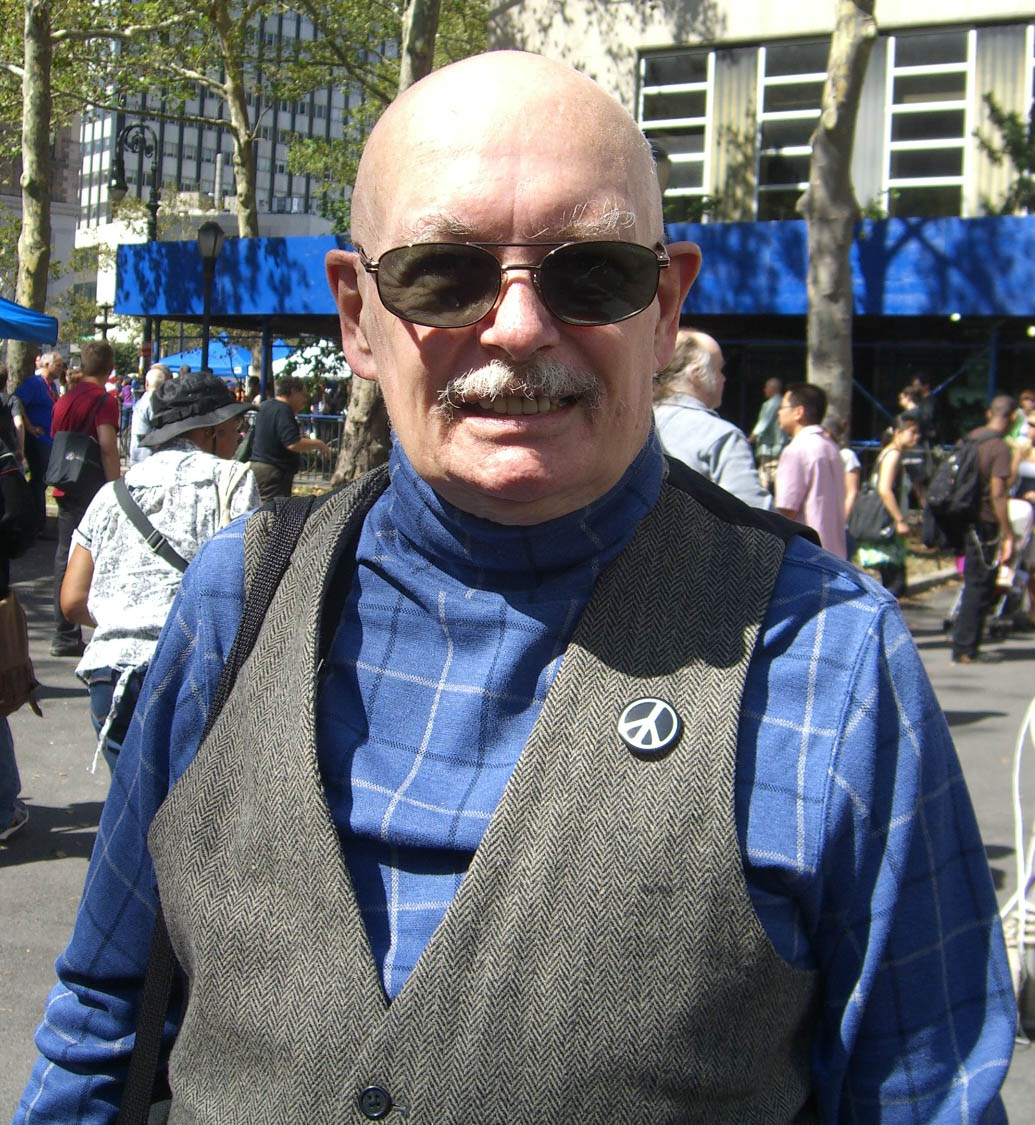
Lo scrittore Dennis O'Neil ha innovato i comics affrontando argomenti precedentemente evitati, come l'abuso di droghe e la povertà urbana.

Non esiste un singolo evento che possa in maniera vera e propria segnare l'inizio della Bronze Age. Al contrario, una serie di eventi accaduti all'inizio degli anni Settanta, nel loro insieme, possono essere visti come un cambio di tono rispetto ai fumetti del decennio precedente.
Uno di questi eventi fu il numero di Green Lantern dell'aprile 1970, che aggiunse Freccia Verde come personaggio principale (Green Lantern/Green Arrow n. 76). La serie, scritta da Dennis O'Neil e disegnata da Neal Adams, si concentrava su temi sociali rilevanti in quegli anni e vedeva Lanterna Verde esposto alla povertà e in preda a forti dubbi su se stesso.
Sempre nel 1970, Jack Kirby lasciò la Marvel Comics, ponendo fine a quella che probabilmente è stata la più importante collaborazione creativa della Silver Age, quella con Stan Lee. Kirby andò alla DC, dove creò la saga cosmica Quarto Mondo, iniziando con Superman's Pal Jimmy Olsen n. 133 nel dicembre 1970. Lo stesso anno, Mort Weisinger, per lungo tempo curatore delle varie testate di Superman, si ritirò e fu sostituito da Julius Schwartz. Schwartz cominciò ad attenuare alcuni degli aspetti più fantasiosi dell'era Weisinger, rimuovendo gran parte della Kryptonite dalla continuity e riducendo i poteri all'epoca pressoché infiniti di Superman. Questo lavoro fu svolto dal veterano disegnatore di Superman Curt Swan insieme a Dennis O'Neil come autore.
L'inizio della Bronze Age coincise con la fine della carriera di molti scrittori e artisti veterani dell'epoca con la loro promozione a posizioni dirigenziali e la loro sostituzione a testi e matite da una nuova generazione di editor e creativi, molti dei quali si conoscevano a vicenda grazie alle loro esperienze nelle convention e nelle pubblicazioni di fumetti. Nello stesso periodo, gli editori diminuivano le loro pubblicazioni di fumetti supereroistici, cancellando molti dei titoli meno venduti e iniziando a sperimentare altri generi come l'horror e la Sword and sorcery.
Quel periodo segnò anche grandi cambiamenti nella distribuzione e nel pubblico dei comics. Nel corso del tempo, il mezzo si è evoluto da prodotti economici per il mercato di massa, venduti nelle edicole, a un prodotto più costoso venduto nelle fumetterie specializzate e rivolto a un pubblico più ristretto di fan. Il cambiamento nella distribuzione ha permesso a molti piccoli publisher di entrare nel mercato, trasformando il medium da un mercato dominato da poche grandi aziende a una gamma di albi più diversificata e particolareggiata.

## Gli anni '70
Nel 1970, Marvel pubblicò il primo numero della serie pulp Conan the Barbarian. Il successo del personaggio, creato da Robert E. Howard, ha portato alla realizzazione di adattamenti di altri suoi personaggi: King Kull, Red Sonja e Solomon Kane. La DC Comics rispose con fumetti di Warlord, Beowulf e Fafhrd e il Gray Mouser di Fritz Leiber. Acquisirono anche la licenza di Tarzan di Edgar Rice Burroughs dallo storico editore Gold Key Comics, adattando anche altre creazioni di Burroughs, come John Carter, il Ciclo di Pellucidar e il Ciclo di Venere. La Marvel adattò anche, con minor successo, il personaggio di Gullivar Jones di Edwin Lester Arnold e, più tardi, Thongor di Lin Carter.
La morte della fidanzata storica di Spider-Man, Gwen Stacy, per mano di Goblin in The Amazing Spider-Man n. 121 e 122 del 1973 è considerato dallo studioso di fumetti Arnold T. Blumberg l'evento catalizzatore della Bronze Age, in quanto esemplifica la tendenza del periodo verso temi più oscuri e la volontà di sovvertire convenzioni come la presunta "intoccabilità" di personaggi di lunga data. Tuttavia, si era verificato un graduale oscuramento delle atmosfere dei fumetti di supereroi per diversi anni prima de "La notte in cui morì Gwen Stacy", inclusa la morte di suo padre in The Amazing Spider-Man n. 90 e l'inizio della gestione della coppia O'Neil/Adams del personaggio di Batman.
Nel 1971, il caporedattore della Marvel Comics, Stan Lee, fu contattato dal dipartimento della salute e dei servizi umani degli Stati Uniti d'America per realizzare una storia a fumetti che trattasse l'abuso di droghe. Lee accettò e scrisse una storia in tre parti su Spider-Man, "Green Goblin Reborn!", in cui l'uso di droghe veniva descritto come pericoloso e rappresentato in modo non attraente per un pubblico giovane. A quel tempo, qualsiasi rappresentazione dell'uso di droghe nei fumetti era categoricamente vietata dalla Comics Code Authority, indipendentemente dal contesto. La CCA rifiutò di approvare la storia, ma Lee la pubblicò comunque.
L'accoglienza positiva ricevuta dalla storia spinse la CCA a rivedere il Comics Code più avanti nello stesso anno, per consentire la rappresentazione della tossicodipendenza, purché fosse rappresentata in una luce negativa. Poco dopo, la DC Comics ebbe la sua storia sulla droga in Green Lantern/Green Arrow n. 85 e 86. Scritta e disegnata dalla coppia O'Neil/Adams, la trama era intitolata "Snowbirds Don't Fly" e rivelava che il compagno di Freccia Verde, Speedy, era diventato dipendente dall'eroina.
La revisione del Comics Code del 1971 ha comportato anche un allentamento delle regole sull'uso di vampiri, ghoul e lupi mannari nei fumetti, consentendo l'aumento di titoli orientati al soprannaturale e all'horror, come Swamp Thing, Ghost Rider, The Tomb of Dracula e molti altri. Va detto che i toni dei fumetti horror aveva già subito cambiamenti sostanziali tra i prodotti relativamente tranquilli dei primi anni '60 (ad esempio Unusual Tales) e quelli più violenti disponibili alla fine dello stesso decennio (ad esempio The Witching Hour, House of Secrets, House of Mystery e The Unexpected).
All'inizio degli anni '70, gli editori si allontanarono dalle storie di supereroi che avevano riscosso un grande successo sul mercato di massa a metà degli anni '60; la DC cancellò la maggior parte dei suoi titoli di supereroi, ad eccezione di quelli con Superman e Batman, mentre la Marvel cancellò titoli meno venduti come Dr. Strange, Sub-Mariner e X-Men. Al loro posto, sperimentarono un'ampia gamma di altri generi, tra cui western, horror, monster stories e avventure pulp. Queste tendenze raggiunsero il culmine nei primi anni '70, per poi tornare a vendere prevalentemente titoli di supereroi nella metà del decennio.

## Sviluppi successivi

### Rilevanza culturale
L'attenzione alle problematiche sociali è stata parte integrante delle storie a fumetti fin dagli albori: le prime storie di Superman, ad esempio, affrontavano temi quali i maltrattamenti sui minori e il lavoro minorile. Tuttavia, negli anni Settanta, la rilevanza non è più solo una caratteristica delle storie, ma anche qualcosa che i fumetti proclamavano a gran voce sulle loro copertine per promuoverne le vendite. Spider-Man era in prima linea nella rilevanza sociale, i suoi fumetti trattavano in modo evidente problemi attualissimi. La serie Green Lantern/Green Arrow sopra menzionata non affrontava solo il tema della droga, ma anche altri argomenti come il razzismo e il degrado ambientale. I titoli degli X-Men, basati sul presupposto che i mutanti siano una metafora delle minoranze del mondo reale, divennero estremamente popolari. Altri fumetti molto noti per la loro rilevanza sociale sono "Il demone nella bottiglia", in cui Iron Man affronta il suo alcolismo, e le storie scritte da Steve Gerber in titoli come Howard il papero e Omega lo sconosciuto. L'emancipazione femminile è diventato argomento di tendenza con l'introduzione di versioni femminili di popolari personaggi maschili (Spider-Woman, Red Sonja, Ms. Marvel, She-Hulk).

### Riconoscimento ai creativi
Scrittori e artisti iniziarono a ricevere molti più riconoscimenti per le loro creazioni, anche se continuavano a cedere i diritti d'autore alle aziende per cui lavoravano. Agli artisti che disegnavano a matita era consentito tenere le loro opere originali e venderle sul libero mercato. Quando si sparse la voce che i creatori di Superman, Jerry Siegel e Joe Shuster, vivevano in povertà, artisti come Neal Adams, Jerry Robinson, Bernie Wrightson e molti altri artisti contribuirono a fare pressione sulla DC affinché aiutassero loro e altri pionieri del fumetto degli anni '30 e '40. Nuovi publisher, come Pacific Comics ed Eclipse Comics, negoziarono contratti in cui gli autori mantenevano i diritti d'autore sulle loro creazioni.

### Supereroi appartenenti a minoranze etniche
Uno degli sviluppi più significativi di quel periodo fu il notevole aumento del numero di supereroi di colore o di altre minoranze etniche. Prima degli anni '70, c'erano stati pochissimi supereroi non bianchi (Black Panther e Falcon della Marvel Comics, introdotti rispettivamente nel 1966 e nel 1969, erano due delle poche eccezioni degne di nota), ma a partire dai primi anni '70 la situazione cominciò a cambiare con l'introduzione di personaggi come Luke Cage della Marvel (che fu il primo supereroe nero a comparire in fumetto a lui dedicato nel 1972) dei Difensori, Tempesta degli X-Men, Blade, Monica Rambeau dei Vendicatori, Misty Knight, Shang-Chi, John Stewart, Bronze Tiger, Fulmine Nero, Vixen e Cyborg dei Teen Titans. Inoltre, i supereroi ebrei sono diventati più rilevanti con l'introduzione di Kitty Pryde e di Moon Knight.
Personaggi come Luke Cage, Mantis, Misty Knight, Shang-Chi e Iron Fist sono stati visti da alcuni come un tentativo della Marvel di cavalcare la moda degli anni '70 per i film di arti marziali. Tuttavia, questi e altri personaggi hanno trovato la loro strada anche dopo il passaggio di queste mode, diventando sempre più popolari e rilevanti con il passare del tempo. Verso la metà degli anni '80, Tempesta e Cyborg erano diventati rispettivamente i leader degli X-Men e dei Teen Titans e John Stewart sostituì brevemente Hal Jordan come Lanterna Verde principale.

### Stili artistici
A partire dal lavoro di Neal Adams in Lanterna Verde/Freccia Verde, un realismo nuovo e sofisticato è diventato la norma nel settore. Gli acquirenti non sarebbero più interessati alle opere fortemente stilizzate degli artisti della Silver Age o alle vignette più semplici della Golden Age. Il cosiddetto "House Style" della DC tendeva a imitare il lavoro di Adams, mentre la Marvel adottò una versione più realistica dello stile di Kirby. Talvolta questo cambiamento viene attribuito a una nuova generazione di artisti influenzati dalla popolarità della EC Comics negli anni '50. Gli artisti che riuscivano a distinguersi da questi House Styles raggiunsero una certa fama, tra questi nomi figurano Berni Wrightson, Jim Aparo, Jim Starlin, John Byrne, Frank Miller, George Pérez e Howard Chaykin. Una linea secondaria di fumetti della DC, guidata dall'ex disegnatore della EC Comics Joe Orlando e dedicata ai titoli horror, ha introdotto una serie di stili diversi e ha cercato con insistenza talenti provenienti da Asia e America Latina.

### Il ritorno degli X-Men e dei personaggi adolescenti
Gli X-Men furono creati originariamente nel 1963 da Stan Lee e Jack Kirby. Tuttavia, il titolo non raggiunse mai la popolarità di altre creazioni del duo e, nel 1970, dopo una breve serie nello stile più realistico della Silver Age di Neal Adams, la Marvel smise di pubblicare nuovo materiale e il titolo fu destinato alle sole ristampe. Nel 1975, però, una versione "completamente nuova e completamente diversa" degli X-Men fu introdotta da Len Wein e Dave Cockrum in Giant-Size X-Men n. 1, con Chris Claremont come assistente co-scrittore non accreditato. Claremont rimase scrittore di quasi tutti i titoli legati agli X-Men, compresi gli spin-off, per i successivi sedici anni, dopodiché si unirono altri scrittori fissi come Louise Simonson, Fabian Nicieza e Scott Lobdell, e alla fine Claremont abbandonò la testata.
Una delle influenze più evidenti di questa serie fu la creazione di quella che sarebbe diventata la risposta della DC Comics allo stile narrativo degli X-Men, The New Teen Titans di Marv Wolfman e George Pérez, che trovò poi la sua strada divenendo una serie di grande successo e influenza. Wolfman avrebbe legato il suo nome al titolo per sedici anni, mentre Perez si sarebbe creato una vasta schiera di fan e uno stile di scrittura molto ricercato. Nel 2003 venne lanciato un cartone animato di enorme successo basato sui Titans della Bronze Age, che durò quattro anni.

### Team-up e antologie
Durante la Silver Age, i fumetti spesso contenevano più storie per volume, un formato del tutto simile alla Golden Age, con fumetti per lo più antologici. Nel 1968 la Marvel trasformò i suoi personaggi, che non apparivano più in antologie ma in albi dedicati completamente a loro. Molti di questi personaggi tuttavia non riuscirono a mantenere le vendite dei loro fumetti e vennero cancellati. La Marvel cercò di creare nuove antologie come Amazing Adventures e Astonishing Tales, che però non ebbero successo. Un concetto più duraturo fu quello dei Team-up, che vedevano la collaborazione di due personaggi quando almeno uno dei due non era abbastanza popolare da sostenere la propria testata (Lanterna Verde/Freccia Verde ad esempio). Anche la DC ha unito più personaggi con la Legione dei Super-Eroi e ha realizzato diversi Team-up (The Brave and the Bold, DC Comics Presents e World's Finest Comics). Entro la fine della Silver Age praticamente tutti questi formati scomparvero.

### Crossover tra aziende
La Marvel e la DC hanno elaborato diversi titoli crossover, il primo dei quali è stato Superman & l'Uomo Ragno. Seguirono un secondo numero su Superman e Spider-Man, Batman contro l'incredibile Hulk e X-Men contro i nuovi Teen Titans. Un altro titolo, The Avengers vs. the Justice League of America, fu scritto da Gerry Conway e disegnato da George Pérez, con la trama scritta da Roy Thomas, ma non fu mai pubblicato, a dimostrazione della successiva animosità tra le due aziende. Il caporedattore della Marvel, Jim Shooter, non era contento che la DC volesse che il quarto crossover aziendale includesse i Teen Titans, all'epoca il titolo più venduto della DC, poiché voleva che il crossover riguardasse gli X-Men e la Legione dei Supereroi. Ciò portò Shooter a decidere di temporeggiare e annullare il progetto JLA/Avengers.

### Ristampe
A partire dal 1970 circa, la Marvel introdusse sul mercato un gran numero di ristampe, che giocarono un ruolo fondamentale nel farla diventare il leader assoluto del mercato fumettistico. All'improvviso molti titoli vennero ristampati: X-Men, Sgt. Fury, Kid Colt, Outlaw, Rawhide Kid, Two-Gun Kid, Outlaw Kid, Jungle Action, Special Marvel Edition (i primi numeri), War is Hell (i primi numeri), Creatures on the Loose, Monsters on the Prowl e FEAR, per citarne solo alcuni.

### L'implosione della DC
A metà degli anni '70, la DC lanciò numerosi nuovi titoli, come Nuovi Dei di Jack Kirby e Shade, the Changing Man di Steve Ditko. Jenette Kahn avrebbe poi preso il timone della compagnia nel 1976. Nel 1978 la DC rivoluzionò i suoi albi a fumetti con la "DC Explosion", in cui la linea standard di libri aumentò il numero di pagine e il prezzo a 50 centesimi. Tuttavia, la DC sopravvalutò di molto l'attrattiva di così tanti nuovi titoli contemporaneamente, le vendite crollarono drasticamente durante il rigido inverno del 1978 e ciò rischiò di mandare in rovina l'azienda e l'intero settore, inclusa la Charlton Comics; questo evento è stato definito "l'implosione della DC" (in inglese DC Implosion).
Alla fine la Marvel conquistò il 50% del mercato e Stan Lee cedette il controllo della divisione fumetti a Jim Shooter, mentre questi lavorava ai sempre più numerosi spin-off animati.

### Fumetti non di supereroi
Con l'inizio della Bronze Age, nei primi anni '70, la popolarità si spostò dal consolidato genere dei supereroi verso titoli di fumetti in cui i supereroi erano completamente assenti. Questi fumetti non di supereroi erano solitamente ispirati a generi come il western, il fantasy e la narrativa pulp. Come già accennato in precedenza, la versione rivista del Comics Code del 1971 lasciò via libera al genere horror e nacquero diverse serie a tema sovrannaturale, come le popolari The Tomb of Dracula, Ghost Rider e Swamp Thing . Nel genere fantascientifico, le storie di sopravvivenza post-apocalittiche sono state tra le prime tendenze, come dimostrano personaggi come Deathlok, Killraven e Kamandi. La longeva rivista francese antologica di fantascienza/fantasy Métal Hurlant e la sua controparte americana Heavy Metal iniziarono a essere pubblicate alla fine degli anni '70. La serie di Star Wars della Marvel ebbe un enorme successo e durò nove anni.
Altri titoli traggono origine da personaggi originariamente apparsi su riviste pulp o romanzi del ventesimo secolo. Esempi degni di nota sono i titoli di lunga durata Conan the Barbarian e Savage Sword of Conan (quest'ultimo è stato pubblicato come rivista, aggirando il Comics Code), così come Master of Kung-Fu. Il successo iniziale di questi titoli portò presto ad altri adattamenti di personaggi pulp (Doc Savage, Kull, l'Uomo Ombra, Justice, Inc., Tarzan). In questo periodo, Charlton, Western Publishing/Gold Key, Marvel e DC pubblicarono regolarmente anche adattamenti ufficiali di fumetti per vari progetti, tra cui film di successo (Il pianeta delle scimmie, Godzilla, La fuga di Logan, Indiana Jones, Lo squalo 2, 2001: Odissea nello spazio, Guerre stellari), serie TV (L'uomo da sei milioni di dollari, Lost in Space, L'uomo di Atlantide, Battlestar Galactica, Star Trek, A-Team, I ragazzi del sabato sera), giocattoli ( G.I. Joe, Micronauti, Transformers, Rom, Atari Force, Thundercats) e persino personaggi pubblici ( Kiss, Papa Giovanni Paolo II).
Sebbene non fossero necessariamente "non di supereroi", alcune serie di fumetti non convenzionali del periodo avevano come personaggi principali uno o più cattivi (Super-Villain Team-Up, Secret Society of Super Villains, The Joker).

## Mercati e formati alternativi
In quel periodo la Archie Comics dominava il mercato femminile con i suoi personaggi: Betty and Veronica avevano alcuni dei personaggi femminili più diffusi. La Marvel e la DC tentarono diverse imitazioni, ma senza successo. Diversi titoli della Archie trattavano temi di rilevanza sociale e introducevano alcuni personaggi afroamericani. Verso la fine degli anni '80 Archie passò in gran parte al formato digest.
I fumetti per bambini continuavano ad essere popolari, grazie alle ristampe Disney sotto l'etichetta Gold Key, insieme ai personaggi della Harvey, la cui popolarità stava aumentando. Tra questi ultimi c'erano Richie Rich, Casper e Wendy, che alla fine passarono anche loro al formato digest. Ancora una volta la Marvel e la DC non riuscirono a emulare il loro successo con titoli concorrenti.
Un mercato di "contenuti espliciti", simile alla nicchia del fumetto underground della fine degli anni '60, fu apparentemente inaugurato con l'importazione della rivista franco-belga Heavy Metal Magazine. La Marvel lanciò titoli di riviste concorrenti, Conan the Barbarian ed Epic Illustrated, che sarebbero poi diventati la sua divisione di fumetti Direct Sales.
I paper drives durante la seconda guerra mondiale e la crescente nostalgia tra i Baby Boomer negli anni '70 resero i fumetti degli anni '30 e '40 estremamente preziosi. La DC sperimentò alcuni libri tascabili di grande formato per ristampare i fumetti della Golden Age, creare storie autoconclusive come Superman vs. Shazam e Superman vs. Muhammad Ali, oltre ai primi crossover Marvel.
La popolarità di quei primi libri aprì anche un mercato per i negozi specializzati. L'esistenza di questi negozi permise ai piccoli editori di raggiungere un pubblico e alcuni fumettisti iniziarono ad autopubblicare le proprie opere. Tra i titoli più noti di questo tipo ricordiamo Cerebus di Dave Sim e la serie Elfquest di Wendy e Richard Pini. Altri piccoli editori iniziarono a trarre vantaggio da questo mercato in crescita: nel 1981 la Pacific Comics lanciò una linea di fumetti con veterani del calibro di Jack Kirby, Mike Grell e Sergio Aragonés, per i quali gli artisti mantennero i diritti d'autore.
Nel 1978, Will Eisner pubblicò la sua "graphic novel" Contatto con Dio, un tentativo di produrre una storia al di fuori dei tradizionali generi dei fumetti. Nei primi anni '80 Art Spiegelman e Françoise Mouly iniziarono a pubblicare la rivista RAW, che includeva la prima pubblicazione a puntate del pluripremiato romanzo a fumetti di Spiegelman, Maus.
I fumetti venduti nelle edicole venivano distribuiti sulla base che le copie invendute venivano restituite all'editore. I fumetti venduti alle fumetterie venivano venduti senza possibilità di reso. Ciò ha consentito ai titoli di piccole case editrici venduti tramite il mercato diretto di mantenere bassi i costi di pubblicazione e di aumentare i profitti, rendendo validi titoli che altrimenti non sarebbero stati redditizi. Anche la Marvel e la DC iniziarono a trarre vantaggio da questo mercato diretto, pubblicando titoli solo attraverso le fumetterie.

### Generi in via di scomparsa
Questo periodo è segnato anche dalla cancellazione della maggior parte dei titoli di genere romantico, western e di guerra, che erano stati pilastri della produzione di fumetti fin dagli anni '40. Anche la maggior parte delle antologie, che presentassero o meno personaggi importanti, scomparvero. Erano stati utilizzati fin dalla Golden Age per introdurre nuovi personaggi, per ospitare quelli che avevano perso la propria serie o per presentare più personaggi. Ciò ebbe l'effetto di standardizzare la lunghezza delle storie a fumetti entro un intervallo ristretto, in modo che più storie autonome potessero apparire in un singolo numero. Il fumetto underground della controcultura degli anni '60 continuò, ma subì una notevole contrazione e alla fine venne assorbito dal mercato diretto emergente.

## Fine
Un punto di conclusione comunemente utilizzato per la Bronze Age è il periodo 1985-1986. Come per la Silver Age, la fine della Bronze Age è legata a una serie di tendenze ed eventi che si sono verificati più o meno nello stesso periodo. La DC Comics pubblicò Crisi sulle Terre infinite, che riorganizzò la storia dell'universo DC e di molti dei personaggi principali della compagnia, rivitalizzando le vendite della casa editrice, rendendola nuovamente una seria rivale di mercato alla Marvel. Durante questo periodo la Marvel pubblicò il crossover Guerre segrete, cancellò Difensori e Power Man and Iron Fist e lanciò il New Universe e X-Factor (un'estensione del franchise degli X-Men).
Dopo la Bronze Age arrivò la Modern Age dei fumetti. Secondo Shawn O'Rourke di PopMatters, il cambiamento rispetto alle epoche precedenti ha comportato una "rivisitazione decostruttiva e distopica di personaggi iconici e dei mondi in cui vivono", come esemplificato da Batman: Il ritorno del Cavaliere Oscuro (1986) di Frank Miller e Watchmen (1986-1987) di Alan Moore e Dave Gibbons. Altre caratteristiche che definiscono l'epoca sono una maggiore quantità di materiale per adulti, gli X-Men che diventano la proprietà intellettuale dominante della Marvel Comics e il sistema di distribuzione dei fumetti che viene riorganizzato in tutto il settore. Questi cambiamenti avrebbero portato anche alla comparsa di nuovi editori di fumetti indipendenti nei primi anni '90, come Image Comics, con titoli come Spawn e Savage Dragon che vantavano anch'essi un approccio più dark, sarcastico e maturo alle trame dei supereroi.

## Nomi noti della Bronze Age
- T. Casey Brennan
- Chris Claremont
- Gerry Conway
- Steve Englehart
- Mark Evanier
- Michael Fleisher
- Steve Gerber
- Archie Goodwin
- Bill Mantlo
- Don McGregor
- Al Milgrom
- Doug Moench
- David Michelinie
- Dennis O'Neil
- Jim Shooter
- Jim Starlin
- Roy Thomas
- Len Wein
- Marv Wolfman
- Neal Adams
- Ross Andru
- Jim Aparo
- Frank Brunner
- Rich Buckler
- John Buscema
- John Byrne
- Dave Cockrum
- Gene Colan
- Ernie Colón
- Keith Giffen
- Billy Graham
- Mike Grell
- Paul Gulacy
- Arvell Jones
- Mike Kaluta
- Jack Kirby
- Bob Layton
- Frank Miller
- George Pérez
- Don Perlin
- Keith Pollard
- Marshall Rogers
- Walt Simonson
- Curt Swan
- Barry Windsor-Smith
- Bernie Wrightson
- Mike Zeck

## Cronologia
- Gennaio 1970: prima storia di Batman del duo Dennis O'Neil/Neal Adams (The Secret of the Waiting Graves, Detective Comics n. 395) segnando l'inizio di un'era più dark per l'iconico personaggio. Dick Grayson (Robin) parte per il college e Bruce Wayne lascia Villa Wayne.
- Aprile 1970: DC Comics aggiunge Freccia Verde alla testata Green Lantern, ora curata dal duo O'Neil/Adams. La serie, la storia, lo scrittore, il matitista e l'inchiostratore vincono tutti il loro primo Shazam Awards nelle rispettive categorie l'anno successivo.
- Ottobre 1970: Marvel Comics inizia la pubblicazione di Conan the Barbarian.
- Ottobre 1970: DC Comics comincia la pubblicazione di Quarto Mondo di Jack Kirby, iniziando con Superman's Pal Jimmy Olsen e continuando con Nuovi Dei, Forever People e Mister Miracle.
- 1971: il Comics Code viene revisionato.
- Gennaio 1971: Clark Kent diventa commentatore del WGBS-TV.
- Febbraio 1971: il supereroe afroamericano Falcon assume un ruolo da co-protagonista in Captain America and The Falcon.
- Luglio 1971: DC Comics introduce il personaggio di Swamp Thing nella testata House of Secrets.
- Aprile 1972: Marvel inizia la pubblicazione di The Tomb of Dracula.
- Giugno 1972: Luke Cage diventa il primo personaggio afroamericano a ricevere una testata a sé dedicata con in Eroi in Vendita n. 1.
- Giugno 1973: Goblin uccide Gwen Stacy su The Amazing Spider-Man n. 121.
- Dicembre 1973: Howard il papero fa la sua prima apparizione, diventerà poi uno dei personaggi non-supereroi più popolari di sempre. Avrà una sua serie regolare nel 1976, una striscia quotidiana e un film nel 1986.
- Febbraio 1974: prima apparizione del Punitore su The Amazing Spider-Man n. 129.
- Novembre 1974: prima apparizione di Wolverine su The Incredible Hulk n. 181.
- Maggio 1975: Giant-Size X-Men n. 1 di Len Wein e Dave Cockrum introduce i nuovissimi X-Men.
- Luglio 1977: Su richiesta di Roy Thomas, Marvel lancia la serie a fumetti di Star Wars, basata sul noto franchise, diventando presto il fumetto più venduto di quest'era.
- Agosto 1977: Black Manta uccide Aquababy su Adventure Comics n. 452.
- Dicembre 1977: Dave Sim crea Cerebus, serie indipendente, pubblicata in proprio da Sim per 300 albi. È la più lunga serie a fumetti in lingua inglese mai realizzata da un singolo artista.
- Primavera 1978: Elfquest di Wendy e Richard Pini viene pubblicato su Fantasy Quarterly.
- 1978: DC cancella più di metà delle sue serie nella cosiddetta DC Implosion.
- Luglio 1979: DC pubblica World of Krypton, la prima mini-serie a fumetti, che dava ai publisher una nuova flessibilità coi titoli.
- Gennaio – Ottobre 1980: "Saga di Fenice Nera" (Uncanny X-Men)
- Novembre 1980: Primo numero di The New Teen Titans della DC, il cui successo nel ridare vita ad una serie precedentemente poco performante avrebbe portato all'idea di rinnovare l'intero universo DC.
- Giugno 1982: Marvel pubblica Contest of Champions, la sua prima miniserie. Questo titolo riunisce la maggior parte dei personaggi principali della casa delle idee, fornendo un modello per le successive trame delle miniserie di Marvel e DC.
- Ottobre 1982: Comico inizia a pubblicare la serie Comico Primer, che in seguito sarà il punto di partenza per numerosi artisti e scrittori influenti come Sam Kieth e Matt Wagner.
- Maggio 1984: Marvel inizia a pubblicare il suo primo "grande evento", Guerre Segrete, che, insieme a Crisi sulle Terre infinite, avrebbe reso popolari i grandi eventi, rendendoli un punto fermo dell'industria.
- Maggio 1984: Mirage Studios inizia la pubblicazione di Teenage Mutant Ninja Turtles, di Kevin Eastman e Peter Laird.
- Estate 1984: DC, volendo una maggiore diversità nei suoi personaggi, aggiunge Vixen, Vibe e Comandante Acciaio alla Justice League of America, con Aquaman come leader e, successivamente, Batman. Questo periodo è conosciuto generalmente co nome di "Justice League Detroit Era".
- Aprile 1985: DC inizia la pubblicazione di Crisi sulle Terre Infinite, che avrebbe radicalmente ristrutturato l'universo DC e reso popolare i crossover nell'industria dei fumetti, insieme a Guerre Segrete. In seguito a questa Crisi, la DC cancella e rilancia le serie di Flash, Superman e Wonder Woman.
- Agosto 1985: Eclipse Comics pubblica Miracleman, scritto da Alan Moore, gettando le basi per le tendenze successive di portare la narrativa sui supereroi nel mondo reale e mostrando gli effetti di personaggi immensamente potenti sulla politica globale (sia potenzialmente apocalittici che utopici).